# ATP Firenze 1976
L'ATP Firenze 1976 è stato un torneo di tennis giocato sulla terra rossa. È stata la 4ª edizione dell'ATP Firenze che fa parte del Commercial Union Assurance Grand Prix 1976. Si è giocato a Firenze dal 3 al 10 maggio 1976, con la finale disputata eccezionalmente al lunedì causa maltempo.

## Campioni

### Singolare
Paolo Bertolucci ha battuto in finale  Patrick Proisy con il punteggio di 6–7, 2–6, 6–3, 6–2, 10–8

### Doppio
Colin Dibley /  Carlos Kirmayr hanno battuto in finale  Peter Szoke /  Balázs Taróczy con il punteggio di 5–7, 7–5, 7–5